# Impatiens marojejyensis
Impatiens marojejyensis är en balsaminväxtart som beskrevs av Jean-Henri Humbert och H. Perrier. Impatiens marojejyensis ingår i släktet balsaminer, och familjen balsaminväxter. Inga underarter finns listade i Catalogue of Life.